# Claeys vander Meersch
Claeys vander Meersch was een kunstschilder en actief in Gent in de tweede helft van de vijftiende eeuw (1442-1470). In 1447-1448, in 1448-1449 en in 1453 was hij deken van het schildersambacht in Gent.
Claeys was een van de meest succesvolle meester-schilders van de stad. Er is weinig teruggevonden van opdrachten door privépersonen maar uit de stadsrekeningen blijkt dat hij een belangrijk aantal opdrachten kreeg van de stad. Hij schilderde talloze vlaggen en vaandels met de wapens van de stad, en was meermaals betrokken bij de decoratie van het belfort, hij verguldde onder meer de draak die op de top van het belfort is geplaatst  Voor een aantal van de werken aan het belfort werkte hij samen met Agnes van den Bossche die toen waarschijnlijk gezel was in zijn atelier.
Claeys vander Meersch kreeg eveneens de belangrijke opdracht voor het beschilderen van het baldakijn voor de Onze-Lieve-Vrouweprocessie te Doornik waar de stad Gent jaarlijks aan deelnam. Doornik was de zetel van het bisdom waar Gent toe hoorde. De levering van het baldakijn was een prestige opdracht waarvoor alleen de beste kunstenaars van de stad in aanmerking kwamen. Er stond niet alleen een flinke vergoeding tegenover, de schilder werd ook als eregast met een wagen naar Doornik gebracht. Vander Meersch kreeg vanaf 1454 deze opdracht vijfentwintigmaal toegewezen, wat een absoluut record was.
Claeys schilderde niet alleen decoratief werk, wij kennen onder meer een werk dat hij maakte voor de kerk in Temse.
Daarnaast was hij actief in de wereld van de rederijkers, hij was tussen 1452 en 1454 de eerste prins die we bij naam kennen van de rederijkerskamer “De Fonteine” en wellicht een van de medeoprichters van de kamer.